# Đảm bảo phá hủy lẫn nhau

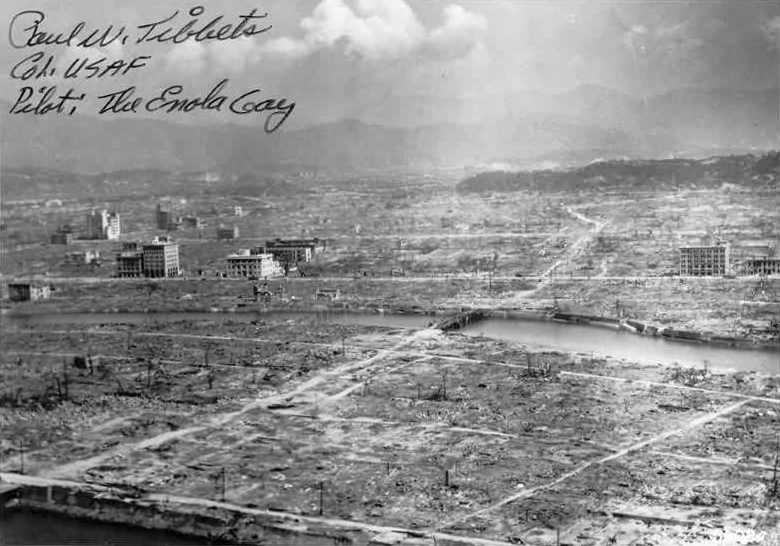
Hậu quả của vụ nổ bom nguyên tử ở Hiroshima, ngày 6 tháng 8 năm 1945

Đảm bảo phá hủy lẫn nhau (tiếng Anh: Mutual Assured Destruction, viết tắt M.A.D) là một học thuyết về chiến lược quân sự và chính sách an ninh quốc gia, trong đó việc sử dụng vũ khí hạt nhân trên quy mô lớn của hai hoặc nhiều bên đối lập sẽ khiến cả hai bên tấn công và bên phòng thủ bị tiêu diệt hoàn toàn.  Học thuyết này dựa trên lý thuyết răn đe, cho rằng việc đe dọa sử dụng vũ khí mạnh chống lại kẻ thù sẽ ngăn chặn việc kẻ thù sử dụng chính những vũ khí đó. Chiến lược là một dạng của cân bằng Nash trong đó, một khi được trang bị vũ khí, không bên nào có động cơ khơi mào xung đột hoặc giải giáp vũ khí.
Thuật ngữ "đảm bảo phá hủy lẫn nhau" do Donald Brennan đặt ra, một chiến lược gia làm việc tại Viện Hudson thuộc Herman Kahn vào năm 1962.

## Lý thuyết
Theo MAD, mỗi bên có đủ vũ khí hạt nhân để tiêu diệt bên kia. Một trong hai bên, nếu bị bên kia tấn công vì bất kỳ lý do gì, sẽ trả đũa bằng lực lượng tương đương hoặc lớn hơn. Kết quả mong đợi là sự leo thang ngay lập tức, không thể đảo ngược các mối thù địch với kết quả hai bên tham chiến lẫn nhau, có tính tổng thể và chắc chắn xảy ra sự hủy diệt. Học thuyết yêu cầu không bên nào xây dựng những nơi trú ẩn trên quy mô lớn. Nếu một bên xây dựng một hệ thống hầm trú ẩn tương tự, điều đó sẽ vi phạm học thuyết MAD và làm mất ổn định tình hình, bởi vì bên đó sẽ ít phải lo sợ về một cuộc tấn công thứ hai. Nguyên tắc tương tự cũng được sử dụng để chống lại tên lửa phòng thủ.
Học thuyết tiếp tục giả định rằng không bên nào dám thực hiện cuộc tấn công đầu tiên bởi vì bên kia sẽ phát động theo cảnh báo (còn gọi là thất bại) hoặc với lực lượng còn sống sót (cuộc tấn công thứ hai), dẫn đến tổn thất không thể chịu được cho cả hai bên. Thành quả của học thuyết MAD đã và vẫn được kỳ vọng là một nền hòa bình toàn cầu căng thẳng nhưng ổn định.
Ứng dụng chính của học thuyết này bắt nguồn trong Chiến tranh Lạnh (những năm 1940 đến 1991), trong đó MAD được coi là giúp ngăn chặn bất kỳ cuộc xung đột toàn diện một cách trực tiếp giữa Hoa Kỳ và Liên Xô trong khi họ tham gia vào các cuộc chiến tranh nhỏ hơn trên khắp thế giới. Nó cũng là nguyên nhân dẫn đến cuộc chạy đua vũ trang, vì cả hai quốc gia đều phải vật lộn để duy trì sự tương đương với nhau về hạt nhân, hoặc ít nhất là duy trì khả năng tấn công thứ hai. Mặc dù Chiến tranh Lạnh đã kết thúc vào đầu những năm 1990, nhưng học thuyết MAD vẫn tiếp tục được áp dụng.
Những người ủng hộ MAD như một phần của học thuyết chiến lược của Hoa Kỳ và Liên Xô tin rằng chiến tranh hạt nhân có thể được ngăn chặn tốt nhất nếu không bên nào có thể mong đợi có một cuộc trao đổi hạt nhân quy mô đầy đủ như một nhà nước đang hoạt động. Vì độ tin cậy của mối đe dọa là rất quan trọng đối với sự đảm bảo như vậy, nên mỗi bên phải đầu tư số vốn đáng kể vào kho vũ khí hạt nhân của mình ngay cả khi chúng không nhằm mục đích sử dụng. Ngoài ra, không bên nào có thể được mong đợi hoặc được phép tự bảo vệ mình trước tên lửa hạt nhân của bên kia. Điều này dẫn đến cả việc củng cố và đa dạng hóa các hệ thống phân phối hạt nhân (chẳng hạn như hầm chứa tên lửa hạt nhân, tàu ngầm tên lửa đạn đạo và các máy bay ném bom hạt nhân được giữ ở các điểm không an toàn) và tuân theo Hiệp ước Chống Tên lửa đạn đạo.
Kịch bản MAD này thường được gọi là răn đe hạt nhân. Thuật ngữ "răn đe" bây giờ được sử dụng trong bối cảnh này;  ban đầu, việc sử dụng nó được giới hạn trong thuật ngữ pháp lý.

## Lịch sử

### Trước năm 1945
Trước khi phát minh ra vũ khí hạt nhân, các khái niệm về MAD đã được thảo luận trong một số tài liệu gần một thế kỷ. Một trong những tài liệu tham khảo sớm nhất đến từ tác giả người Anh Wilkie Collins, viết vào thời điểm Chiến tranh Pháp-Phổ năm 1870: "Tôi bắt đầu tin vào một ảnh hưởng của nền văn minh — việc phát hiện ra một trong những ngày về một tác nhân hủy diệt khủng khiếp đến mức chiến tranh đồng nghĩa với sự hủy diệt và nỗi sợ hãi của đàn ông sẽ buộc họ phải giữ hòa bình."  Vào năm 1863 bởi Jules Verne cũng mô tả khái niệm này trong tiểu thuyết Paris trong thế kỷ 20 của mình, mặc dù nó không được xuất bản cho đến năm 1994. Cuốn sách lấy bối cảnh năm 1960 và mô tả "động cơ của chiến tranh", đã trở nên hiệu quả đến mức chiến tranh là không thể tưởng tượng được và tất cả các quốc gia đều rơi vào tình trạng bế tắc vĩnh viễn.
MAD đã được nhắc đến bởi một vài nhà phát minh vũ khí. Ví dụ, Richard Jordan Gatling đã cấp bằng sáng chế cho khẩu súng Gatling cùng tên của mình vào năm 1862 với mục đích một phần là minh họa cho sự vô ích của chiến tranh. Tương tự như vậy, sau khi phát minh ra thuốc nổ năm 1867, Alfred Nobel đã tuyên bố rằng "ngày mà hai quân đoàn có thể tiêu diệt lẫn nhau trong một giây, tất cả các quốc gia văn minh, được hy vọng là sẽ ngừng chiến tranh và xả quân."  Năm 1937, Nikola Tesla xuất bản Nghệ thuật chiếu năng lượng tập trung không phân tán thông qua phương tiện tự nhiên, một chuyên luận liên quan đến vũ khí chùm hạt tích điện. Tesla mô tả thiết bị của mình như một "siêu vũ khí có thể chấm dứt mọi chiến tranh."
Bản ghi nhớ Frisch-Peierls tháng 3 năm 1940 là bản giới thiệu kỹ thuật sớm nhất về vũ khí hạt nhân trên thực tế, được dự đoán là phương tiện răn đe chính để chống lại kẻ thù bằng vũ khí hạt nhân.